# MGM-134 Midgetman
MGM-134 Midgetman, även kallad SICBM (Small Intercontinental Ballistic Missile), var en interkontinental ballistisk robot som utvecklades i USA i slutet av kalla kriget. Två robotar provsköts (11 maj 1989 och 18 april 1991) men på grund av skenande kostnader och Sovjetunionens fall togs roboten aldrig i tjänst.

## Bakgrund
Sedan 1960-talet bestod den markbaserade komponenten av USA:s kärnvapentriad av interkontinentala robotar baserade i robotsilos. Meningen var att silona skulle skydda robotarna mot fientliga kärnvapen. Utvecklingen gjorde dock att Sovjetunionen under 1970-talet tog robotar som R-36M Vojevoda i tjänst som hade tillräckligt stor sprängkraft och god precision för att kunna förstöra silona. Så länge de amerikanska Minuteman-robotarna kunde göra samma sak med sovjetiska silos rådde terrorbalans, men under 1980-talet började Sovjetunionen ta mobila interkontinentala robotar som RT-2PM Topol och RT-23 Molodets i tjänst. Mobila robotar var betydligt svårare att bekämpa eftersom man inte i förväg kunde veta var de befann sig. För att möta det hotet började USA också att utveckla mobila interkontinentala robotar. Dels genom att basera Peacekeeper-robotar på järnväg och dels MGM-134 Midgetman.

## Konstruktion
För att kunna baseras på lastbil var Midgetman betydligt mindre än andra interkontinentala robotar. Den vägde 37 % av en Minuteman och bara 15 % av en Peacekeeper. I gengäld kunde den bara ta en stridsspets i stället för Minutemans tre och Peacekeepers tio. Stridsspetsen var en Mark 21 med en W87-1 kärnladdning på 475 kT (samma som i Peacekeeper och senare även i Minuteman). Motorn var en trestegs-raket med fast bränsle.

## Vapenbärare

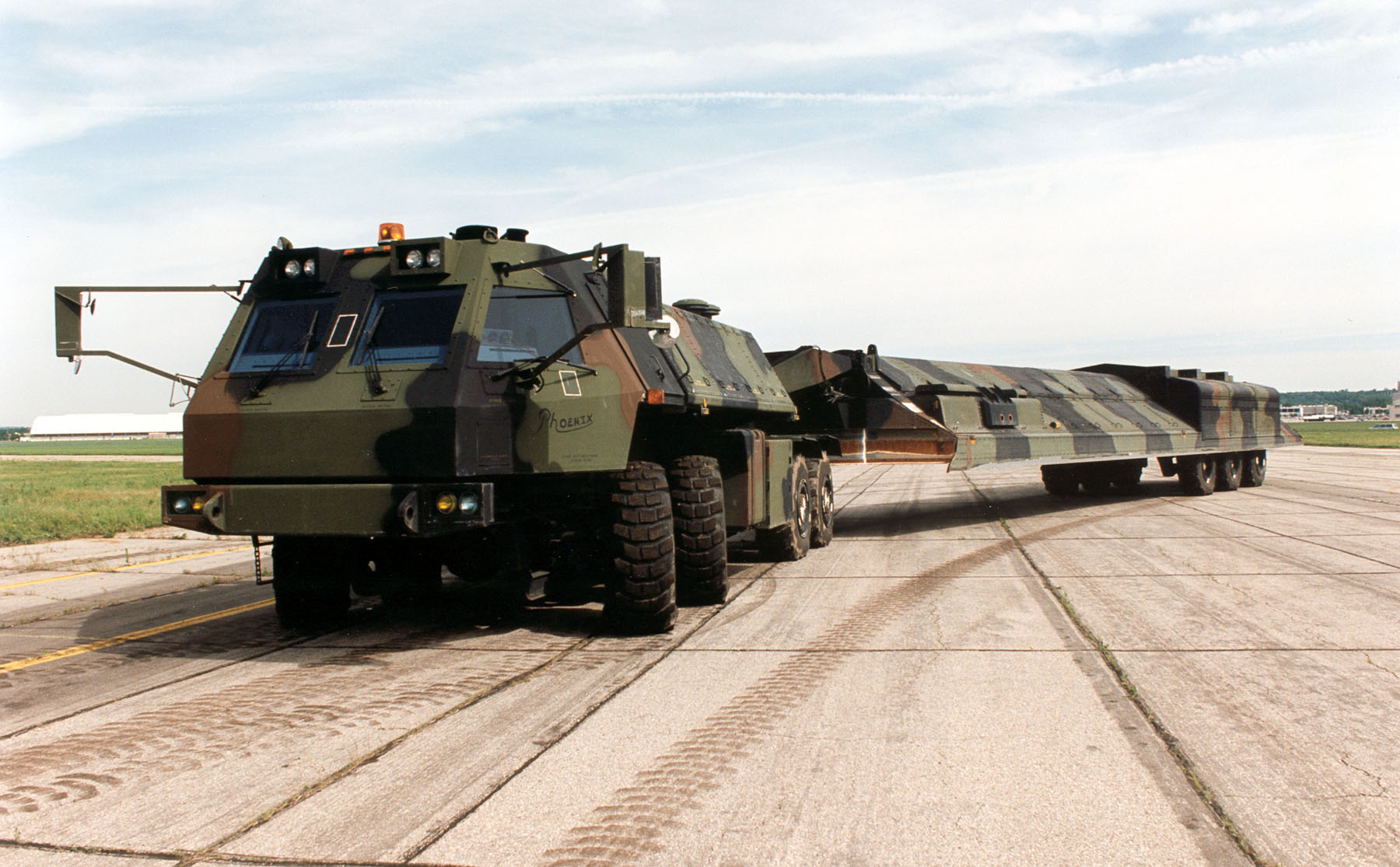
Hard Mobile Launcher.

Den tilltänkta vapenbäraren var Hard Mobile Launcher (HML), en splitterskyddad och NBC-skyddad lastbil som både kunde transportera och avfyra en Midgetman-robot. Lastbilen som tillverkades i samarbete av Boeing och Goodyear var 33,5 meter lång och vägde över 100 ton. Den hade en maxhastighet på 90 km/h på väg och hade även viss terrängförmåga. HML bestod av två delar; ett dragfordon med åtta drivhjul drivna av en Rolls-Royce Perkins dieselmotor på 1 200 hästkrafter, samt en trailer med sex hjul för själva roboten och dess avfyringstub. Vid gruppering kunde trailern "huka" sig så att den låg mot marken och kunde dessutom fälla ut jordankare för att förankra sig i marken. I det läget kan lastbilen motstå tryckvågen av kärnvapendetonation.

## Utveckling
Utvecklingen av HML påbörjades redan 1980 på order av Jimmy Carter och 1983 föreslog Scowcroft-kommissionen att USA:s markbaserade kärnvapen skulle utgöras av två olika robotar; Dels silo-baserade Peacekeeper-robotarna som genom att ha så många som tio stridsspetsar gjorde att även om endast ett fåtal robotar överlevde ett förstaslag skulle stridsspetsarna ändå räcka till ett förödande andraslag, dels Midgetman-robotarna som skulle kunna överleva ett förstaslag genom att sprida ut sig och gömma sig. Men det var först under president Ronald Reagan som projektet fick tillräckligt med pengar för att producera prototyper och påbörja tester. Den första provskjutningen som ägde rum 11 maj 1989 misslyckades, men den andra provskjutningen 18 april 1991 gick helt enligt planerna. Vid det laget hade kostnaderna för projektet ökat från planerade 95 miljarder dollar till över 200 miljarder dollar och det ledde till att Midgetman-projektet avbröts i januari 1992.